# سي. براون
سي. براون (بالإنجليزية: C. J. Brown)‏ (15 يونيو 1975 يوجين الولايات المتحدة - ) هو لاعب كرة قدم أمريكي يلعب كمدافع.

## روابط خارجية
- سي. براون على موقع الاتحاد الدولي (مؤرشف)  (الإنجليزية)
- سي. براون على موقع الدوري الأمريكي (الإنجليزية)
- سي. براون على موقع إي إس بي إن إف سي (الإنجليزية)
- سي. براون على موقع قاعدة بيانات كرة القدم.إي يو (الإنجليزية)
- سي. براون على موقع ناشيونال فوتبول تيمز (الإنجليزية)
- سي. براون على موقع Soccerway.com (الإنجليزية)
- سي. براون على موقع عالم كرة القدم.نت (الإنجليزية)